# New Jersey Devils
I New Jersey Devils sono una squadra professionistica di hockey su ghiaccio fondata nel 1974 a Kansas City. Dopo due sole stagioni si è trasferita a Denver in Colorado e successivamente nel New Jersey nel 1982 dove ha ancora sede, a Newark, dopo essere rimasta fino al 2007 a East Rutherford. La squadra partecipa alla Eastern Conference della National Hockey League (NHL), in cui i Devils hanno vinto la Stanley Cup per tre volte, nel 1995, 2000, e 2003. Sotto la guida dell'attuale general manager, Lou Lamoriello, i Devils hanno ottenuto un posto nei playoff della Stanley Cup nelle ultime undici stagioni e in diciotto delle ultime venti stagioni.
Da quando si sono trasferiti nel New Jersey, i Devils hanno giocato tutte le partite casalinghe alla Continental Airlines Arena. Nel 2007 tuttavia la squadra si è trasferita al Prudential Center nella città di Newark. I loro principali avversari, i New York Rangers, hanno sede sull'altra sponda del fiume Hudson. Essi sono rivali anche dei Philadelphia Flyers perché i Devils e i Flyers si sono alternati nella conquista del titolo di campioni dell'Atlantic Division dal 1995.

## Storia

### Kansas City e Colorado
Nel 1974, la NHL ha terminato il suo primo periodo di espansione aggiungendo squadre a Kansas City e Washington La franchigia a Kansas City si sarebbe dovuta chiamare the Mohawks, dato che l'area metropolitana di Kansas City include parti del Missouri e del Kansas (MO è un'abbreviazione per Missouri e il Jayhawk è la mascotte dell'Università di Kansas). I Chicago Blackhawks tuttavia hanno fatto notare l'eccessiva somiglianza con il loro nick, così la squadra è stata rinominata gli Scouts come una statua di Kansas City.

Logo dei Kansas City Scouts (1974–1976)

Il 9 ottobre 1974 gli Scouts hanno giocato per la prima volta a Toronto e hanno perso 6-2 contro i Maple Leafs. A causa di un rodeo nella nuova Kemper Arena a Kansas City, gli Scouts sono stati costretti ad attendere nove partite prima di fare il loro debutto in casa. Sebbene abbiano perso la partita contro i Blackhawks per 4-3, hanno battuto la sera seguente l'altra nuova squadra nella NHL, i Washington Capitals, per 5-4. Gli Scouts non sono riusciti a guadagnare un posto nei playoff della Stanley Cup in nessuna stagione a Kansas City ed hanno vinto solo 27 delle 160 partite giocate.
La squadra ha cominciato a risentire della recessione economica del Midwest. Per due stagioni gli Scouts hanno venduto solo 2.000 degli 8.000 abbonamenti e hanno accumulato debiti per quasi un milione di dollari. A causa di questi problemi dentro e fuori dal campo la franchigia è stata trasferita a Denver e rinominata Colorado Rockies.

Logo dei Colorado Rockies (1976–1982)

La squadra ha ricominciato in Colorado, vincendo la sua prima partita 4-2 contro Toronto. I Rockies hanno ottenuto una serie di successi ed è parso che potessero raggiungere i playoff, ma le cose sono precipitate a febbraio e i Rockies hanno finito la stagione 1976-77 con un record negativo di 20-46-14 (20 partite vinte, 46 partite perse, 14 partite pareggiate). Nonostante abbiano terminato il campionato con meno vittorie, sono riusciti a guadagnare un posto nei playoff nella stagione successiva per due soli punti, anche se sono stati rapidamente eliminati dai Philadelphia Flyers al primo turno.
Prima della stagione 1978-79, il proprietario della squadra, Jack Vickers, l'ha venduta ad Arthur Imperatore che ha annunciato di volerla trasferire nei Meadowlands del New Jersey. La NHL ha proibito questo trasferimento, imponendo che rimanesse a Denver finché non fosse stata completata la costruzione della Brendan Byrne Area (ora nota come Continental Airlines Arena). Nel 1979 la squadra ha assunto come allenatore Don Cherry e ha comprato la star dei Maple Leafs, Lanny McDonald, ma nonostante questi cambiamenti ha conseguito il peggior risultato della lega. Ha giocato le successive due stagioni senza la possibilità di trasferirsi, finché, il 27 maggio 1982, un magnate nel campo delle spedizioni del New Jersey, John McMullen, ha comprato la squadra e ha annunciato che il lungamente atteso trasferimento nel New Jersey avrebbe finalmente avuto luogo. La squadra avrebbe d'ora in poi giocato nel mezzo della tri-state area di Connecticut, New Jersey, e New York, casa dei quattro volte campioni New York Islanders e dei New York Rangers.

### New Jersey

#### 1982–1993

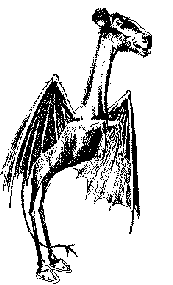
Un'illustrazione del Diavolo del Jersey

La squadra è stata rinominata New Jersey Devils il 30 giugno 1982. Più di 10.000 persone hanno votato in un concorso gestito dai giornali locali per scegliere il nome, influenzati dalla leggenda del Diavolo del Jersey, una creatura minacciosa e criptozoologica che si pensa abiti nei Pine Barrens del New Jersey. La prima partita dei Devils è finita in pareggio per 3-3 contro i Pittsburgh Penguins. La loro prima vittoria, per 3-2, è avvenuta nel New Jersey a scapito dei loro nuovi rivali dall'altra parte del fiume Hudson, i New York Rangers. I Devils hanno finito la loro prima stagione con un record di 17-49-14, classificandosi 3 punti sopra l'ultimo posto nella Patrick Division.
Nella stagione successiva, i Devils sono stati umiliati pubblicamente da Wayne Gretzky dopo essere stati spazzati via per 13-4 dalla sua squadra, gli Edmonton Oilers. Gretzky era stupito del fatto che l'ex compagno di squadra, Ron Low, giocasse per una squadra inferiore, tanto che in un'intervista dopo la partita ha detto:
Più avanti nel tempo, Gretzky ha ammesso pubblicamente di essersi fatto trascinare, ma in fondo pensava che il suo commento fosse giusto. In risposta, molti tifosi dei Devils hanno indossato costumi da Topolino quando gli Oilers sono tornati nel New Jersey.
Nella stagione 1983-84 i Devils hanno ospitato l'annuale NHL All-Star Game alla Brendan Byrne Arena. Glenn "Chico" Resch è stato il portiere vincente, e il difensore dei Devils Joe Cirella ha segnato un goal nella partita in cui la squadra della Wales Conference ha battuto la Campbell Conference per 7-6. Durante l'intera stagione tuttavia i Devils non sono riusciti ad aver molto successo. L'allenatore Bill MacMillan è stato licenziato a metà stagione e sostituito da Tom McVie. Nonostante questo cambio i Devils hanno concluso la stagione con il peggiore record nella storia della franchigia: 17-56-7. A fine stagione Doug Carpenter è subentrato a McVie.

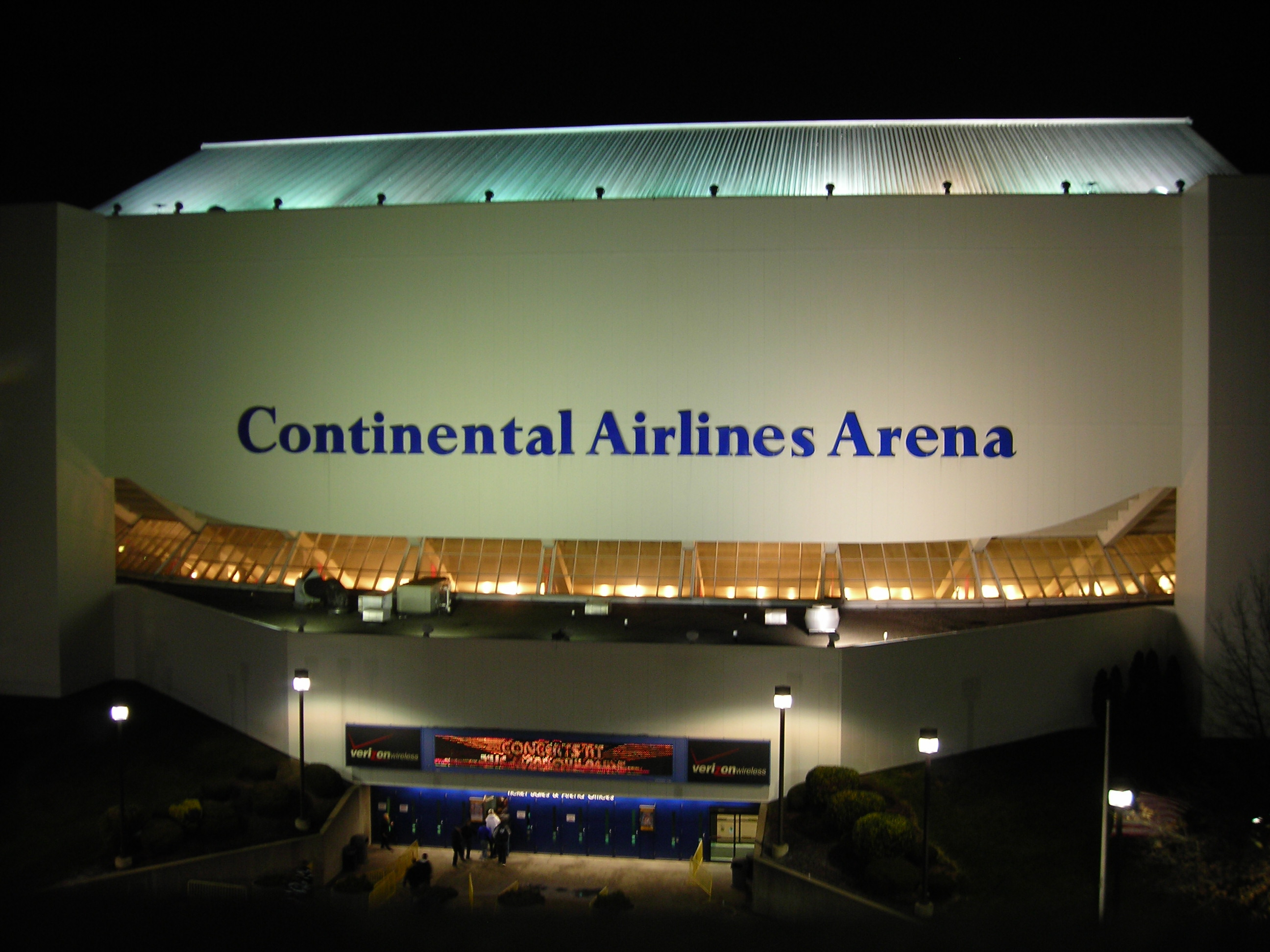
La Continental Airlines Arena dove i Devils hanno sede fino all'inizio della stagione 2007-08.

Nel frattempo, i Devils avevano cominciato a costruire un nucleo di giocatori giovani. John MacLean, Kirk Muller, e Pat Verbeek hanno completato la leadership del veterano Resch. Il record della squadra si è migliorato ogni stagione tra il 1984 e il 1987. La presenza tuttavia di squadre più forti nella Patrick Division, gli Islanders, i Flyers, e i Capitals, ha significato per i Devils una battaglia senza speranza con i Rangers e i Penguins per l'ultimo posto nei playoff nella division.
Sperando di ridare nuova linfa alla squadra, McMullen ha assunto l'allenatore e direttore atletico del Providence College, Lou Lamoriello, come presidente della squadra nell'aprile 1987. Lamoriello si è nominato general manager poco prima della stagione 1987-88. Questo cambio ha scosso non poco la lega. Nonostante il fatto che Lamoriello fosse stato un allenatore di squadre universitarie per 19 anni non era mai stato un giocatore, allenatore o general manager nella NHL.
I Devils della stagione 1987-88 hanno conseguito il primo record vincente nella storia dei 13 anni della franchigia. L'ultimo giorno della stagione regolare erano appaiati con i loro nemici di sempre, i Rangers, per l'ultimo posto nei playoff nella Patrick Division. Dopo che i Rangers hanno battuto i Québec Nordiques per 3-0 tutti gli occhi erano puntati sui Devils, che stavano per giocare contro i Blackhawks a Chicago. I Devils inseguivano per 3-2 a metà del terzo tempo quando John MacLean ha pareggiato, e con due minuti ancora da giocare nel tempo supplementare, ha segnato il goal vincente. Sebbene sia i Rangers che i Devils abbiano finito la stagione con 82 punti, i Devils avevano una vittoria in più, cosa che ha permesso loro di raggiungere i playoff per la prima volta nella storia dei Devils e per la seconda volta nella storia della franchigia.
La squadra è riuscita a guadagnare un posto nella terza fase dei playoff, le finali della Wales Conference (adesso Eastern Conference), ma ha perso contro i Boston Bruins nella serie al meglio delle sette partite (il vincitore ha bisogno di vincere quattro delle sette per vincere la serie). In questa serie, l'allenatore Jim Schoenfeld ha verbalmente insultato l'arbitro Don Koharski, gridandogli parole oscene e suggerendogli di "mangiarsi un'altra ciambellina". L'incidente si è risolto con una sospensione per Schoenfeld, contro la quale la franchigia ha fatto appello alla Corte Superiore del New Jersey. Questo appello ad autorità fuori dalla NHL era senza precedenti e ha dato ai Devils un rinvio preliminare della sospensione. Per protesta l'arbitro Dave Newell e i guardalinee assegnati alla partita successiva l'hanno boicottata. Due guardalinee delle leghe giovanili li hanno sostituiti nella partita indossando magliette gialle. Per risolvere l'incidente la NHL ha sospeso Schoenfeld per la partita successiva. In seguito Schoenfeld ha ammesso di essere rammaricato per i suoi commenti.
La stagione successiva i Devils ancora una volta avevano più sconfitte che vittorie e non sono riusciti a qualificarsi per i playoff. Lamoriello ha apportato alcuni cambi all'organico al termine della stagione, in particolare l'ingaggio delle prime due star sovietiche a giocare nella NHL: Vjačeslav Fetisov e Sergej Starikov. I Devils avevano scelto Fetisov anni prima nel draft 1983, ma essendo un ufficiale militare e un membro della nazionale di hockey, il governo sovietico non gli aveva permesso di lasciare l'Unione Sovietica. Poco dopo i Devils hanno ingaggiato il compagno difensivo di Fetisov, Aleksej Kasatonov.
La squadra ha cambiato allenatore a metà di tutte e due le stagioni successive. Schoenfeld è stato sostituito da John Cunniff nella stagione 1989-90, e Tom McVie, richiamato a metà stagione 1990-91, ha guidato la squadra alla terza eliminazione di seguito nel primo turno dei playoff nella stagione 1991-92. Herb Brooks, che ha allenato la squadra del "Miracolo sul ghiaccio" del 1980, è stato assunto per la stagione 1992-93, ma quando la squadra ancora una volta è stata eliminata nel primo turno, è stato silurato e gli è subentrato Jacques Lemaire, l'ex-allenatore dei Montréal Canadiens.

#### 1993–2000
Sotto la guida di Lemaire la squadra ha attraversato ruggendo la stagione regolare 1993-94, schierando in campo una formazione di gioco che includeva i difensori Scott Stevens e Scott Niedermayer, gli attaccanti Stephane Richer, John MacLean, Bobby Holik, e Claude Lemieux, e i portieri Chris Terreri e Martin Brodeur, che è stato premiato come miglior rookie della lega con il Calder Memorial Trophy. La prima stagione in cui i Devils hanno raggiunto 100 punti ha assicurato loro il secondo miglior risultato dopo i New York Rangers. A causa della struttura nuova dei playoff nella NHL, tuttavia, i Devils hanno guadagnato la terza posizione nella Eastern Conference. I rivali si sono incontrati nella memorabile finale della Eastern Conference che è durata 7 partite. I Devils avevano perso tutte le 6 partite giocate nella stagione regolare. I Devils raggiungevano gara sei in vantaggio per 3 a 2. Prima del match il capitano dei Rangers Mark Messier ha fatto la sua famosa promessa che i Rangers avrebbero vinto la partita. Tenendo fede alle sue parole, Messier ha segnato un hat trick, portando i Rangers a un vantaggio di 4 a 2. In gara sette, Valeri Zelepukin dei Devils ha pareggiato la partita decisiva a 7,7 secondi dalla fine, ma i Devils sono stati comunque battuti nel secondo tempo supplementare, per la rete di Stephane Matteau. La serie viene considerata da molti tifosi di hockey come una delle migliori serie nella storia dell'NHL.

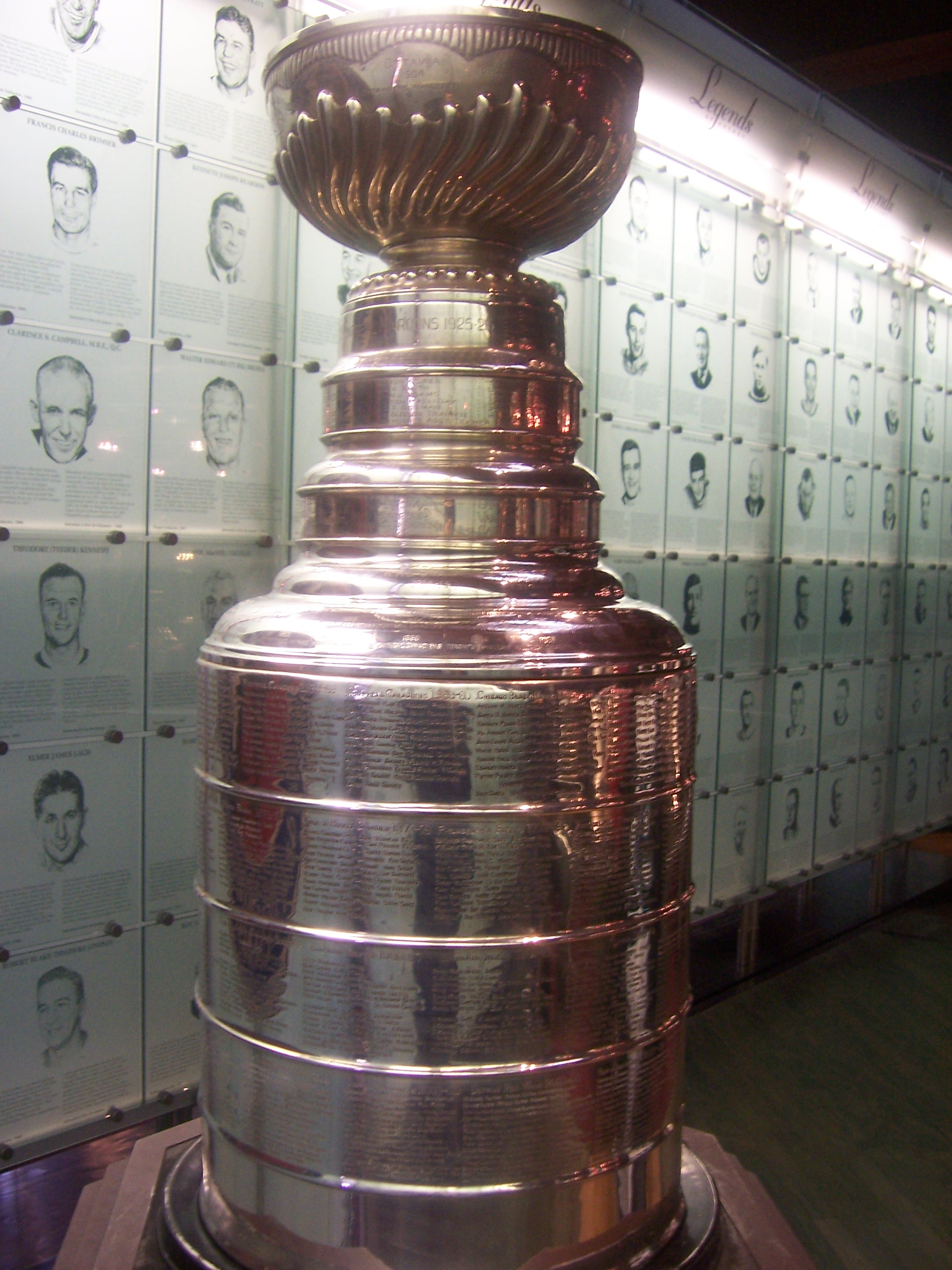
La Stanley Cup: i Devils l'hanno vinta nel 1995, 2000, e 2003.

Nonostante la battuta d'arresto, la squadra è ritornata alla finale della Eastern Conference durante la breve stagione 1994-95, ridotta a causa di una sospensione, e ha battuto i Philadelphia Flyers per 4 a 2. Nella Finale per la Stanley Cup, i Devils hanno dilagato contro i favoriti Detroit Red Wings vincendo la prima Stanley Cup nella storia della franchigia, e il primo campionato professionale di sport nella storia dello Stato del New Jersey. Claude Lemieux è stato premiato come MVP dei playoff con il Conn Smythe Trophy. I Devils hanno stabilito un record, con 11 vittorie fuori casa nei playoff di una stagione. Il successo è venuto tra le dicerie continue che la squadra si sarebbe trasferita per la terza volta nella sua storia, a Nashville, ma il club è rimasto nel New Jersey.
I Devils non sono riusciti a qualificarsi per i playoff nella stagione successiva, mancando l'ultimo posto di 2 punti con un record di 37-33-12. Sono stati superati dai Tampa Bay Lightning all'ultima giornata della stagione. È stata la prima volta in 26 anni che un vincitore della Stanley Cup non è riuscito a qualificarsi per i playoff successivi. Per tutto il resto del decennio i Devils non sono stati all'altezza delle aspettative. Sono stati battuti dai New York Rangers nel secondo turno dei playoff 1997, ed eliminati al primo turno in tutte e due stagioni successive.
Ma nella stagione 1999-2000 sono tornati in vetta alla NHL, battendo i Dallas Stars, campioni in carica, vincendo per la seconda volta in 6 gare la Stanley Cup . Stevens, Holik, Lemieux, Niedermayer e Brodeur, tutti parte integrante della squadra vincitrice del 1995, sono stati rinforzati nei 5 anni da nuovi acquisti, compresi Patrik Eliáš, Petr Sýkora, Jason Arnott, Alexander Mogilny e i rookie Brian Rafalski, John Madden e Scott Gomez, vincitore del Calder Trophy (come miglior rookie nella NHL). Un momento topico del secondo campionato vinto è stato il ritorno nella finale della Eastern Conference in cui i Devils erano in vantaggio sui Philadelphia Flyers per 3 ad 1 ma si sono fatti rimontare. È stata la prima volta nella storia dei playoff giocati dai Devils e di tutte le finali della NHL in cui un parziale di 3-1 veniva recuperato nella finale della Eastern Conference. Il capitano della squadra Scott Stevens è stato nominato vincitore del Conn Smythe Trophy ed ha fatto un assist per il gol di Jason Arnott nel secondo tempo supplementare di gara 6 a Dallas, decisivo per la vittoria finale della Stanley Cup.
Poco prima di questa vittoria, McMullen ha venduto la squadra a Puck Holdings, un'affiliata di YankeeNets, per 175 milioni di dollari. I proprietari volevano utilizzare i Devils e i New Jersey Nets per le loro trasmissioni su YES Network e trasferire tutte e due squadre dalla Continental Airlines Arena a una nuova arena a Newark (nessuna di queste due proposte si sarebbero poi in realtà realizzate sotto la proprietà di Puck Holdings). I nuovi proprietari hanno perlopiù lasciato il controllo dei Devils nelle mani di Lamoriello. Per l'inizio della stagione successiva Lamoriello è stato designato come amministratore delegato sia dei Devils che dei Nets. È rimasto al timone della squadra di pallacanestro finché non è stata venduta con l'intenzione di trasferirla a Brooklyn.

#### 2001–2004
Guidato dalla linea di Patrik Eliáš-Arnott-Sykora e il rendimento eccezionale del portiere Martin Brodeur, i Devils hanno raggiunto la finale per il secondo anno consecutivo nel 2001. Hanno perso la serie contro i Colorado Avalanche malgrado il vantaggio di 3 gare a 2, e nonostante abbiano disputato la sesta gara in casa. Per la loro buona stagione regolare i Devils hanno raccolto molti dei premi annuali NHL. Madden è stato il primo giocatore nella storia della franchigia a vincere il Frank J. Selke Trophy (per il miglior attaccante difensivo), mentre Brodeur e Stevens sono stati nominati finalisti per il Vezina Trophy (il miglior portiere) e il Norris Trophy (il miglior difensore) rispettivamente.
Nella stagione 2001-2002 ci si aspettava fossero tra i favoriti ancora una volta. La squadra ha concluso la stagione come terza miglior squadra nell'Atlantic Conference con 95 punti. I Devils sono entrati nei playoff in sesta posizione, ma hanno perso nel primo turno contro i Carolina Hurricanes che avevano la terza posizione.

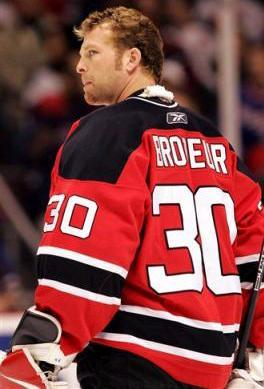
Il portiere Martin Brodeur ha guidato i Devils alla conquista di tre Stanley Cup ed è il portiere con più vittorie nella storia dell'NHL.

Nel 2003 i Devils hanno concluso la stagione primi nell'Atlantic Division con 108 punti, e secondi nell'Eastern Conference. I playoff si sono spinti fino alla settima gara di finale di conference, con la vittoria contro gli Ottawa Senators, vincitori in quella stagione del Presidents' Trophy (dato alla squadra con più punti nell'NHL). Nella finale della Stanley Cup, i Devils e i Mighty Ducks di Anaheim è stato un'alternanza di emozioni, con tutte e due le squadre in grado di vincere solamente le partite in casa. Alla fine, i Devils hanno portato la Stanley Cup nel New Jersey per la terza volta, battendo i Ducks in gara 7 nel New Jersey. Con questo successo, Martin Brodeur, Scott Stevens, Scott Niedermayer, Ken Daneyko e Sergej Brylin hanno vinto il loro terzo titolo. Conclusa la stagione, Daneyko, da tempo beniamino dei tifosi, ha annunciato il suo ritiro. Il Conn Smythe Trophy è stato assegnato al portiere di Anaheim Jean-Sebastien Giguere, che ha guidato i Ducks, entrati nei playoff nella settima posizione di ottavi, nel loro sorprendente cammino verso le finali, cammino che ha incluso vittorie contro le prime due classificate della Western Conference. Sebbene non abbia vinto il Conn Smythe Trophy, Brodeur ha ricevuto il Vezina Trophy come il miglior portiere nella stagione regolare per la prima volta nella sua carriera.
Nella stagione 2003-04 Martin Brodeur ha ricevuto il Vezina Trophy ancora una volta. In quella stagione i Devils si sono classificati secondi nell'Atlantic Division con 100 punti, guadagnandosi la sesta posizione nei playoff della Stanley Cup. Come nel 2002, la squadra è stata eliminata al primo turno, perdendo contro i Philadelphia Flyers per 4 gare a 1. Verso la fine della stagione, a marzo del 2004, un dirigente di Lehman Brothers, Jeffrey Vanderbeek, ha comprato una partecipazione di maggioranza da Puck Holdings e si è licenziato da Lehman Brothers per fare il proprietario a tempo pieno. Era socio di minoranza già dal cambio di proprietà del 2000.
Vanderbeek è stato un grande fautore della proposta della nuova Newark Arena, che inizialmente, nel 2002, ha ricevuto finanziamenti dal consiglio comunale quando il proprietario era Puck Holdings. Dopo molte battaglie legali, avvenute sia per l'espropriazione che per la partecipazione finanziaria della città di Newark al progetto, l'accordo finale è stato approvato dal consiglio nell'ottobre del 2004 e l'approvazione del progetto si è realizzata appena un anno dopo. Ciononostante nel gennaio del 2006 problemi finanziari hanno minacciato il blocco dell'accordo, poiché i Devils non hanno fornito la richiesta lettera di credito fino all'ultimo giorno disponibile.
Sebbene la costruzione fosse ben avviata, alla fine dell'estate 2006 Cory Booker, diventato recentemente sindaco di Newark, ha promesso di rivalutare l'accordo e ha persino considerato l'ipotesi di recederne. Nell'ottobre dello stesso anno Booker ha concesso la realizzazione di "un'arena di prima qualità costruita nella città di Newark, che ci piaccia o no", e poco dopo i Devils hanno raggiunto un accordo riguardante concessioni di proprietà e denaro alla città, che ha calmato gli amministratori comunali. L'arena, che è stata ribattezzata Prudential Center quando il Prudential Financial, con sede a Newark, ne ha comprato i diritti all'inizio 2007, dovrebbe essere inaugurata in coincidenza con l'avvio della stagione 2007-08.

#### 2004–oggi

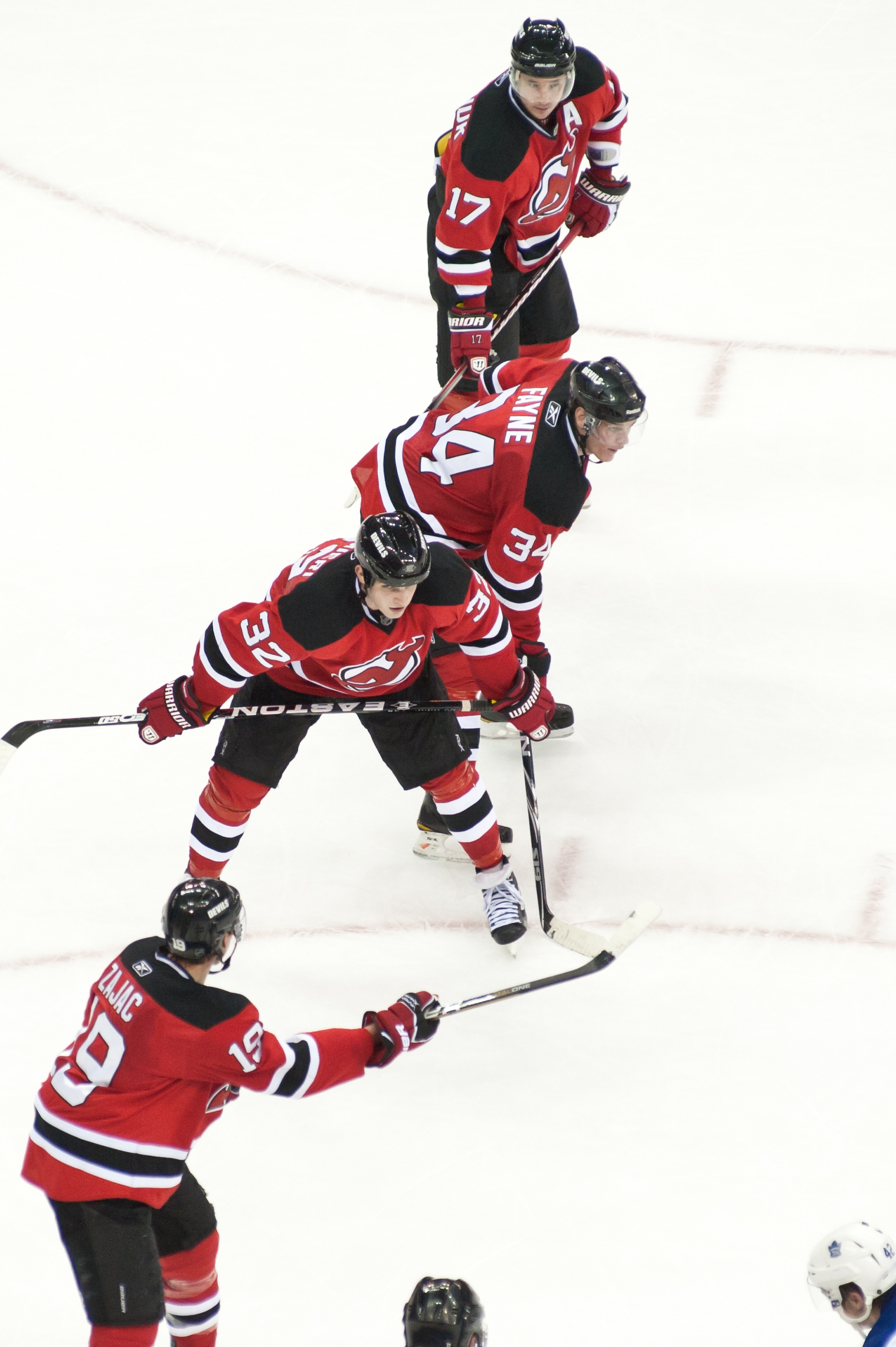
Dall'alto verso il basso: Ilya Kovalchuk, Mark Fayne, Nick Palmieri e Travis Zajac

Nella serrata della stagione 2004-05, molti giocatori dei Devils hanno giocato in leghe europee e ai campionati del mondo di hockey su ghiaccio. Patrik Eliáš ha contratto l'epatite virale A mangiando pesce mal cotto mentre giocava nella Superliga russa. Dovendosi confrontare con il fatto che i tempi di guarigione di Eliáš erano incerti e con la perdita dei sostegni difensivi Scott Niedermayer (al mercato dei giocatori) e Scott Stevens (ritirato), Lamoriello ha ingaggiato il difensore veterano Dan McGillis e due ex Devils – l'ala Alexander Mogilny e il difensore Vladimir Malachov, nessuno dei quali avrebbe poi finito la stagione. Nel luglio del 2005 la squadra ha annunciato che l'allenatore Pat Burns non sarebbe tornato per la stagione 2005-06 essendogli stato diagnosticato un cancro per la seconda volta in meno di un anno. L'assistente allenatore Larry Robinson, che è stato l'allenatore dal 2000 al 2002, è stato promosso all'inizio della stagione.
I Devils hanno fatto fatica all'inizio della stagione, concludendo l'anno solare 2005 con un record di 16-18-5 (16 partite vinte, 18 partite perse, 5 partite pareggiate). Robinson ha dato le dimissioni da allenatore il 19 dicembre e Lamoriello ha preso il suo posto in panchina. Una volta che Eliáš è tornato dopo essersi ripreso dall'epatite, la squadra ha cambiato faccia, concludendo la stagione con un record di 46-27-9. Il 29 aprile 2006 i Devils hanno vinto al primo turno dei playoff della Stanley Cup contro i New York Rangers 4 gare a 0, allungando la loro serie di vittorie a 15 partite. È stata anche la prima volta in cui i Devils hanno battuto i loro rivali dell'altra sponda del fiume Hudson in una serie dei playoff. La stagione è terminata nel turno successivo con una sconfitta per 4-1 in gara 5 contro i Carolina Hurricanes, che quella stagione avrebbero successivamente vinto la Stanley Cup.
Nel precampionato i Devils avevano assunto l'ex allenatore dei Montréal Canadiens Claude Julien. Tuttavia, nell'ultima settimana della stagione, a tre sole partite dalla fine, Julien è stato licenziato e Lamoriello è tornato di nuovo in panchina. Il cambio ha ricordato l'esonero di Robbie Ftorek a otto giornate dalla fine nella stagione 1999-2000, al termine della quale i Devils hanno vinto la Stanley Cup. Lamoriello ha così difeso il provvedimento: "Non penso che siamo mentalmente e [fisicamente] pronti a giocare come dobbiamo per entrare i playoff." I Devils hanno quindi vinto il loro settimo titolo di campioni dell'Atlantic Division, guadagnandosi il secondo miglior posto nell'Eastern Conference dopo aver concluso con due punti di vantaggio sui Pittsburgh Penguins. Hanno battuto i Tampa Bay Lightning in 6 gare nel primo turno, ma hanno faticato nel secondo turno contro gli Ottawa Senators, uscendo sconfitti in 5 gare. La loro ultima sconfitta della serie, avvenuta il 5 maggio 2007 ha segnato l'ultima partita nella storia di 25 anni dei Devils nella Continental Airlines Arena.
La prima stagione a Newark ha visto i Devils vincere l'Atlantic Division per l'ottava volta nella loro storia, ma nonostante ciò, la squadra, nei quarti di finale dei playoff, è stata eliminata in sette gare dai Carolina Hurricanes. Anche nella stagione seguente, con Lemaire nuovamente in panchina, i Devils sono riusciti a vincere il titolo di Division, risultando inoltre la difesa meno perforata, cosa che ha permesso a Martin Brodeur di vincere il William M. Jennings Trophy, per effetto dei soli 191 gol subiti; tuttavia, la squadra è stata nuovamente eliminata nei quarti di finale dei playoff dai Philadelphia Flyers per 4-1 in serie. Il campionato 2010-2011 è stato invece fallimentare, dato che la franchigia, per la prima volta dopo 15 anni, non si è qualificata ai playoff; Lemaire, a seguito di ciò, si è dimesso ed ha annunciato il ritiro, venendo sostituito da Peter DeBoer, ex coach dei Florida Panthers. Nella stagione 2011-2012, raggiunta la post-season con il sesto posto in Conference, hanno superato i Florida Panthers nel primo turno (4-3) e poi i Philadelphia Flyers in semifinale (4-1), accedendo alla finale di Conference, dove, superando i vicini dei New York Rangers in sei gare, hanno vinto il titolo di Conference e sono arrivati in finale di Stanley Cup per la quinta volta nella loro storia, dove sono stati contrapposti ai Los Angeles Kings, che hanno vinto la serie per 4-2. La stagione 2012-2013, accorciata a 48 partite per il lock out ed iniziata il 16 gennaio 2013, era iniziata bene per i Devils, che però hanno subito un grave calo intorno alla metà del campionato, tanto da eguagliare il record societario di 10 sconfitte consecutive; la squadra ha chiuso la stagione con il quinto posto nella divisione e fuori dai playoff.
Il 15 agosto 2013 i Devils sono stati acquistati da Joshua Harris, proprietario della squadra dell'NBA dei Philadelphia 76ers, per 320 milioni di dollari. Harris manterrà la proprietà assieme a David S. Blitzer.

## Tattiche
I Devils sono famosi per essere innanzitutto una squadra difensiva, sin dai tempi in cui alla guida c'era Jacques Lemaire, che ha adottato un sistema comunemente chiamato il "blocco della zona neutra". Questa tattica è pensata per costringere gli avversari a cedere il disco nella zona neutra, in seguito ad un contrattacco. Questo tipo di gioco, unitamente alla scarsa presenza sia allo stadio che in televisione, ha causato una forte penalizzazione della squadra in termini di visibilità sia da parte dei media che dei tifosi, e a "fare dell'NHL uno spettacolo noioso". Ciononostante i Devils hanno ottenuto diversi successi usando questa tattica, e l'allenatore Larry Robinson ha asserito che i Montréal Canadiens (i quali hanno vinto la Stanley Cup molte volte), squadra in cui ha giocato negli anni settanta, ha utilizzato una forma di "blocco della zona neutra", benché all'epoca non avesse ancora un nome.
Fin dai tempi di Jacques Lemaire la squadra ha adottato meno il blocco della zona neutra, in favore di una tattica di transizione denominata "run and gun". Giocatori come John Madden, che eccelle nei gol in inferiorità numerica, hanno guidato la squadra dando maggiore peso a velocità e forecheck. Brian Gionta e Patrik Eliáš sono parimenti famosi per la loro regia nella zona d'attacco. Zach Parise e Travis Zajac danno risalto a velocità e solido controllo del disco.
A seguito del ritiro di Lemaire, sostituito con Peter DeBoer, i Devils hanno cominciato ad utilizzare tattiche alquanto offensive, seppur mantenendo una forte solidità difensiva.

## Colori sociali e mascotte

### Logo

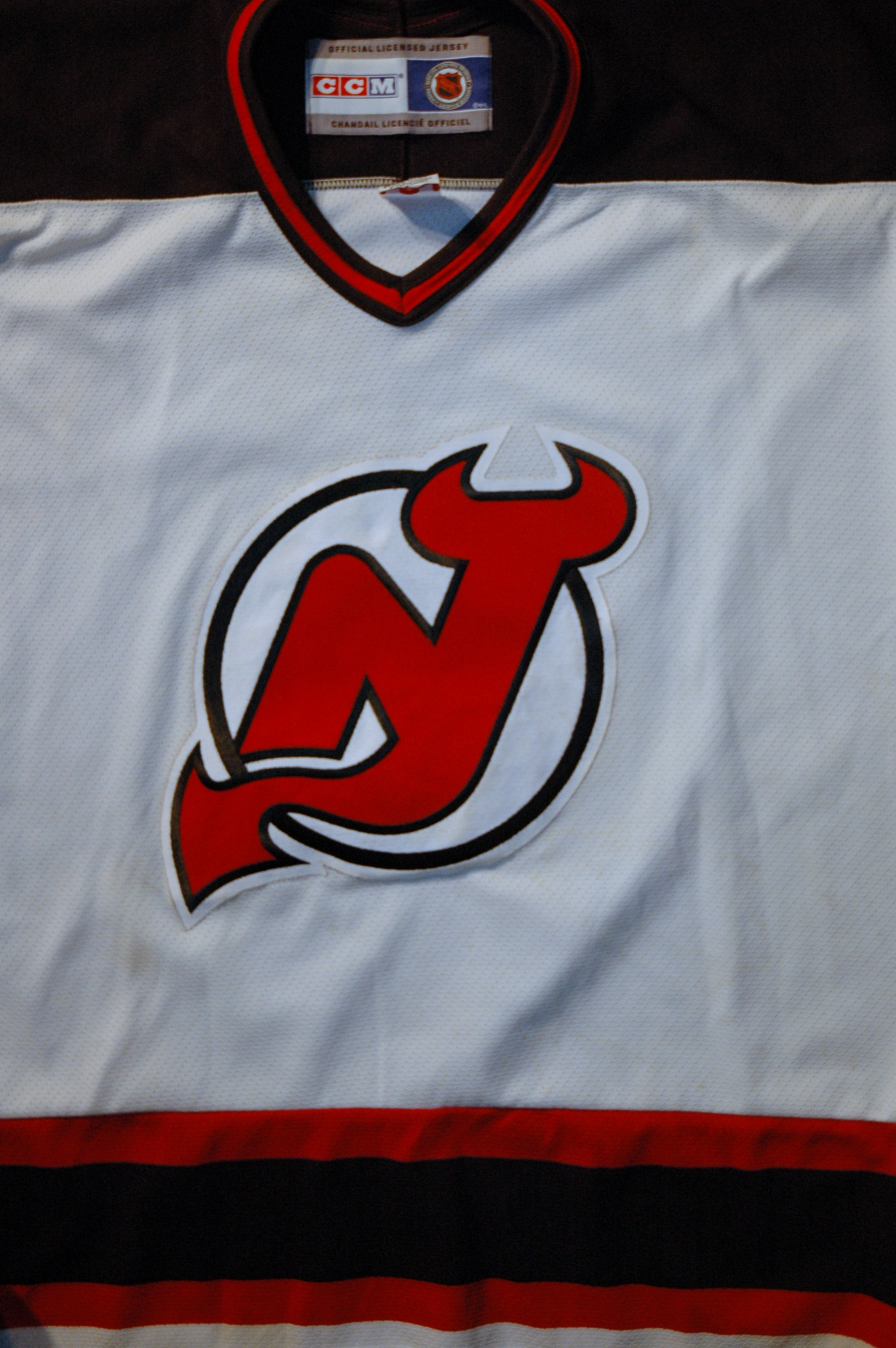
La maglia attuale di trasferta

Il logo dei Devils è un monogramma delle lettere "N" e "J", raffigurato con due corna di diavolo in cima alla "J" e una coda a punta in basso. Il monogramma è rosso con un contorno nero, racchiuso in un cerchio aperto anch'esso nero. In entrambe le maglie il logo è posto su uno sfondo bianco all'altezza dello sterno. Prima della stagione 1992-93 il cerchio e il contorno erano entrambi verdi.

### Magliette
Gli attuali colori sociali sono bianco, rosso e nero, visibili in entrambe le maglie (per le partite in casa e in trasferta). La maglia adottata nelle partite giocate in casa (che fino al 2003, quando l'NHL ha deciso di cambiare le due maglie, era quella usata per le trasferte) è prevalentemente rossa. Tre strisce bianche e nere attraversano ogni braccio e la vita. La maglia per le trasferte, in precedenza usata in casa, è bianca con un motivo simile, ma con le tre strisce rosse e nere. Sulle spalle le divise sono entrambe nere.
Prima del 1993 le divise erano verdi e rosse con strisce leggermente differenti. I Devils non hanno ancora presentato la terza divisa ed insieme ad altre due squadre (Detroit e Carolina), sono i soli nell'NHL a non averla mai posseduta .

### Mascotte
La mascotte attuale è "NJ Devil", un diavolo alto più di 2 metri che incarna la leggenda del Diavolo del Jersey. NJ Devil provvede ad animare la folla, firma autografi, intrattiene il pubblico durante gli intervalli, pattina sul ghiaccio e corre lungo i corridoi della Continental Airlines Arena. Prima del 1993, la mascotte era "Slapshot", un enorme disco di gomma che interagiva anche con i tifosi. Tuttavia Brad Patrick Ebben, l'uomo che dava vita al personaggio, è stato licenziato dopo aver palpeggiato tre donne mentre era in costume. Per eliminare l'onta del processo, Slapshot è stato accantonato e da allora non è più ricomparso.

## Stagioni e record

### Risultati stagione per stagione
Note: PG = Partite Giocate, V = Vittorie, S = Sconfitte, P = Pareggi, OTL = Sconfitte nei tempi supplementari, Pti = Punti, GF = Goal Fatti, GS = Goal Subiti, MP = Minuti di Penalità
Dall'8 maggio, 2007.
| Vincitori della Stanley Cup | Campioni della Conference | Campioni della Division | Leader della lega |

| Stagione | PG   | V   | S   | P   | OTL | Pti  | GF   | GS   | MP    | Posizione    | Playoff |
| 1982-83  | 80   | 17  | 49  | 14  | —   | 48   | 230  | 338  | 1270  | 5°, Patrick  | Non qualificati |
| 1983-84  | 80   | 17  | 56  | 7   | —   | 41   | 231  | 350  | 1352  | 5°, Patrick  | Non qualificati |
| 1984-85  | 80   | 22  | 48  | 10  | —   | 54   | 264  | 346  | 1282  | 5°, Patrick  | Non qualificati |
| 1985-86  | 80   | 28  | 49  | 3   | —   | 59   | 300  | 374  | 1424  | 6°, Patrick  | Non qualificati |
| 1986-87  | 80   | 29  | 45  | 6   | —   | 64   | 293  | 368  | 1735  | 6°, Patrick  | Non qualificati |
| 1987-88  | 80   | 38  | 36  | 6   | —   | 82   | 295  | 296  | 2315  | 4°, Patrick  | Vittoria nella semifinale di Division, 4-2 (Islanders) Vittoria nella finale di Division, 4-3 (Capitals) Sconfitta nella finale di Conference, 3-4 (Bruins)                                                                   |
| 1988-89  | 80   | 27  | 41  | 12  | —   | 66   | 281  | 325  | 2499  | 5°, Patrick  | Non qualificati |
| 1989-90  | 80   | 37  | 34  | 9   | —   | 83   | 295  | 288  | 1659  | 2°, Patrick  | Sconfitta nella semifinale di Division, 2-4 (Capitals) |
| 1990-91  | 80   | 32  | 33  | 15  | —   | 79   | 272  | 264  | 2024  | 4°, Patrick  | Sconfitta nella semifinale di Division, 3-4 (Penguins) |
| 1991-92  | 80   | 38  | 31  | 11  | —   | 87   | 289  | 259  | 1611  | 4°, Patrick  | Sconfitta nella semifinale di Division, 3-4 (Rangers) |
| 1992-93  | 84   | 40  | 37  | 7   | —   | 87   | 308  | 299  | 1815  | 4°, Patrick  | Sconfitta nella semifinale di Division, 1-4 (Penguins) |
| 1993-94  | 84   | 47  | 25  | 12  | —   | 106  | 306  | 220  | 1734  | 2°, Atlantic | Vittoria nei quarti di Conference, 4-3 (Sabres) Vittoria nella semifinale di Conference, 4-2 (Bruins) Sconfitta nella finale di Conference, 3-4 (Rangers)                                                                     |
| 1994-951 | 48   | 22  | 18  | 8   | —   | 52   | 136  | 121  | 787   | 2°, Atlantic | Vittoria nei quarti di Conference, 4-1 (Bruins) Vittoria nella semifinale di Conference, 4-1 (Penguins) Vittoria nella finale di Conference, 4-2 (Flyers) Vincitori della Stanley Cup, 4-0 (Red Wings)                        |
| 1995-96  | 82   | 37  | 33  | 12  | —   | 86   | 215  | 202  | 1486  | 6°, Atlantic | Non qualificati |
| 1996-97  | 82   | 45  | 23  | 14  | —   | 104  | 231  | 182  | 1135  | 1°, Atlantic | Vittoria nei quarti di Conference, 4-1 (Canadiens) Sconfitti nella semifinale di Conference, 1-4 (Rangers) |
| 1997-98  | 82   | 48  | 23  | 11  | —   | 107  | 225  | 166  | 1488  | 1°, Atlantic | Sconfitti nei quarti di Conference, 2-4 (Senators) |
| 1998-99  | 82   | 47  | 24  | 11  | —   | 105  | 248  | 196  | 1355  | 1°, Atlantic | Sconfitti nei quarti di Conference, 3-4 (Penguins) |
| 1999-00  | 82   | 45  | 24  | 8   | 5   | 103  | 251  | 203  | 1313  | 2°, Atlantic | Vittoria nei quarti di Conference, 4-0 (Panthers) Vittoria nella semifinale di Conference, 4-2 (Maple Leafs) Vittoria nella finale di Conference, 4-3 (Flyers) Vincitori della Stanley Cup, 4-2 (Stars)                       |
| 2000-01  | 82   | 48  | 19  | 12  | 3   | 111  | 295  | 195  | 1235  | 1°, Atlantic | Vittoria nei quarti di Conference, 4-2 (Hurricanes) Vittoria nella semifinale di Conference, 4-3 (Maple Leafs) Vittoria nella finale di Conference, 4-1 (Penguins) Sconfitti nella finale per la Stanley Cup, 3-4 (Avalanche) |
| 2001-02  | 82   | 41  | 28  | 9   | 4   | 95   | 205  | 187  | 1010  | 3°, Atlantic | Sconfitti nei quarti di Conference, 2-4 (Hurricanes) |
| 2002-03  | 82   | 46  | 20  | 10  | 6   | 108  | 216  | 166  | 938   | 1°, Atlantic | Vittoria nei quarti di Conference, 4-1 (Bruins) Vittoria nella semifinale di Conference, 4-1 (Lightning) Vittoria nella finale di Conference, 4-3 (Senators) Vincitori della Stanley Cup, 4-3 (Mighty Ducks)                  |
| 2003-04  | 82   | 43  | 25  | 12  | 2   | 100  | 213  | 164  | 894   | 2°, Atlantic | Sconfitti nei quarti di Conference, 1-4 (Flyers) |
| 2004-052 | —    | —   | —   | —   | —   | —    | —    | —    | —     | —            | — |
| 2005-063 | 82   | 46  | 27  | —   | 9   | 101  | 242  | 229  | 938   | 1°, Atlantic | Vittoria nei quarti di Conference, 4-0 (Rangers) Sconfitta nella semifinale di Conference, 1-4 (Hurricanes) |
| 2006-07  | 82   | 49  | 24  | —   | 9   | 107  | 216  | 201  | 830   | 1°, Atlantic | Vittoria nei quarti di Conference, 4-2 (Lightning) Sconfitti nella semifinale di Conference, 1-4 (Senators) |
| Totali   | 1836 | 840 | 748 | 219 | 29  | 1928 | 5841 | 5738 | 33299 | —            | — |

1 La stagione è stata ridotta a causa della serrata dei giocatori del 1994-95.
2 La stagione non è stata disputata a causa della serrata dei giocatori del 2004-05.
3 Dalla stagione 2005-06 tutte le partite hanno un vincitore. La colonna "OTL" include SOL (Sconfitte agli shootout).

### I record della franchigia
Regular season
- Maggior numero di gol in una stagione: Brian Gionta, 48 (2005-06)
- Maggior numero di assist in una stagione: Scott Stevens, 60 (1993-94)
- Maggior numero di punti in una stagione: Patrik Eliáš, 96 (40g, 56a) (2000-01)
- Maggior numero di minuti di penalità in una stagione: Krzysztof Oliwa, 295 (1997-98)
- Maggior numero di punti in una stagione come difensore: Scott Stevens, 78 (1993-94)
- Maggior numero di punti in una stagione come un rookie: Scott Gomez, 70 (1999-2000)
- Maggior numero di vittorie in una stagione: Martin Brodeur, 48 (2006-07) (che è anche il record dell'NHL)
- Maggior numero di volte imbattuto in una stagione: Martin Brodeur, 12 (2006-07)
- Maggior numero di gol in power play in una stagione: Brian Gionta, 24 (2005-06)

Playoff
- Maggior numero di gol in una stagione di playoff: Claude Lemieux, 13 (1994-95)
- Maggior numero di gol in una stagione di playoff come difensore: Brian Rafalski, 7 (2000-01)
- Maggior numero di assist in una stagione di playoff: Scott Niedermayer, 16 (2002-03)
- Maggior numero di punti in una stagione di playoff: Patrik Eliáš, 23 (9g, 14a) (2000-01)
- Maggior numero di punti in una stagione di playoff come difensore: Brian Rafalski e Scott Niedermayer, 18 (2000-01, 2002-03)
- Maggior numero di minuti di penalità in una stagione di playoff: Perry Anderson, 113 (1987-88)

Squadra
- Maggior numero di punti in una stagione: 111 (2000-01)
- Maggior numero di vittorie in una stagione: 49 (2006-07)
- Maggior striscia di vittorie in conclusione di una stagione regolare: 11 (2005-06)[56] (che è anche il record dell'NHL)

## Roster attuale
Note: S = Sinistra, D = Destra, C = Centro, AS = Ala Sinistra, AD = Ala Destra
Dal 1º settembre 2013.
| Portieri | Portieri               | Portieri       | Portieri | Portieri  | Portieri                 |
| -------- | ---------------------- | -------------- | -------- | --------- | ------------------------ |
| #        |                        | Giocatore      | Presa    | Acquisito | Luogo di nascita         |
| 30       | Canada (bandiera)      | Martin Brodeur | S        | 1990      | Montréal, Québec, Canada |
| 35       | Stati Uniti (bandiera) | Cory Schneider | S        | 2013      | Marblehead, Stati Uniti  |

| Difensori | Difensori              | Difensori          | Difensori | Difensori | Difensori                      |
| --------- | ---------------------- | ------------------ | --------- | --------- | ------------------------------ |
| #         |                        | Giocatore          | Stecca    | Acquisito | Luogo di nascita               |
| 2         | Rep. Ceca (bandiera)   | Marek Židlický     | D         | 2011      | Most, Repubblica Ceca          |
| 5         | Svezia (bandiera)      | Adam Larsson       | D         | 2011      | Skellefteå, Svezia             |
| 6         | Stati Uniti (bandiera) | Andy Greene        | S         | 2006      | Trenton, Michigan, Stati Uniti |
| 10        | Stati Uniti (bandiera) | Peter Harrold      | S         | 2011      | Kirtland Hills, Stati Uniti    |
| 24        | Canada (bandiera)      | Bryce Salvador - C | S         | 2008      | Brandon, Canada                |
| 28        | Russia (bandiera)      | Anton Volčenkov    | S         | 2010      | Mosca, Russia                  |
| 29        | Stati Uniti (bandiera) | Mark Fayne         | D         | 2009      | Nashua, Stati Uniti            |
| 32        | Canada (bandiera)      | Éric Gélinas       | S         | 2009      | Vainer, Canada                 |
| -         | Stati Uniti (bandiera) | Dan Kelly          | S         | 2010      | Morrisonville, USA             |

| Attaccanti | Attaccanti             | Attaccanti       | Attaccanti | Attaccanti | Attaccanti | Attaccanti                   |
| ---------- | ---------------------- | ---------------- | ---------- | ---------- | ---------- | ---------------------------- |
| #          |                        | Giocatore        | Posizione  | Stecca     | Acquisito  | Luogo di Nascita             |
| 11         | Stati Uniti (bandiera) | Stephen Gionta   | C          | D          | 2010       | Rochester, Stati Uniti       |
| 14         | Canada (bandiera)      | Adam Henrique    | C          | S          | 2008       | Brantford, Canada            |
| 19         | Canada (bandiera)      | Travis Zajac     | C          | D          | 2004       | Winnipeg, Canada             |
| 20         | Stati Uniti (bandiera) | Ryan Carter      | C          | S          | 2011       | White Bear Lake, Stati Uniti |
| 21         | Russia (bandiera)      | Andrej Loktionov | C          | S          | 2013       | Voskresensk, Russia          |
| -          | Canada (bandiera)      | Darcy Zajac      | C          | D          | 2013       | Winnipeg, Canada             |
| 26         | Canada (bandiera)      | Patrik Eliáš - A | C/AS       | S          | 1994       | Třebíč, Repubblica Ceca      |
| 29         | Canada (bandiera)      | Ryane Clowe      | AS         | S          | 2013       | Mount Pearl, Canada          |
| 17         | Canada (bandiera)      | Michael Ryder    | AD         | D          | 2013       | Bonavista, Canada            |
| 8          | Lituania (bandiera)    | Dainius Zubrus   | AD         | S          | 2007       | Elektrėnai, Lituania         |
| 18         | Canada (bandiera)      | Steve Bernier    | AD         | D          | 2012       | Québec, Canada               |
| 22         | Canada (bandiera)      | Krystofer Barch  | AD         | S          | 2012       | Hamilton, Canada             |
| 68         | Rep. Ceca (bandiera)   | Jaromír Jágr     | AD         | S          | 2013       | Kladno, Repubblica Ceca      |

## Membri onorati

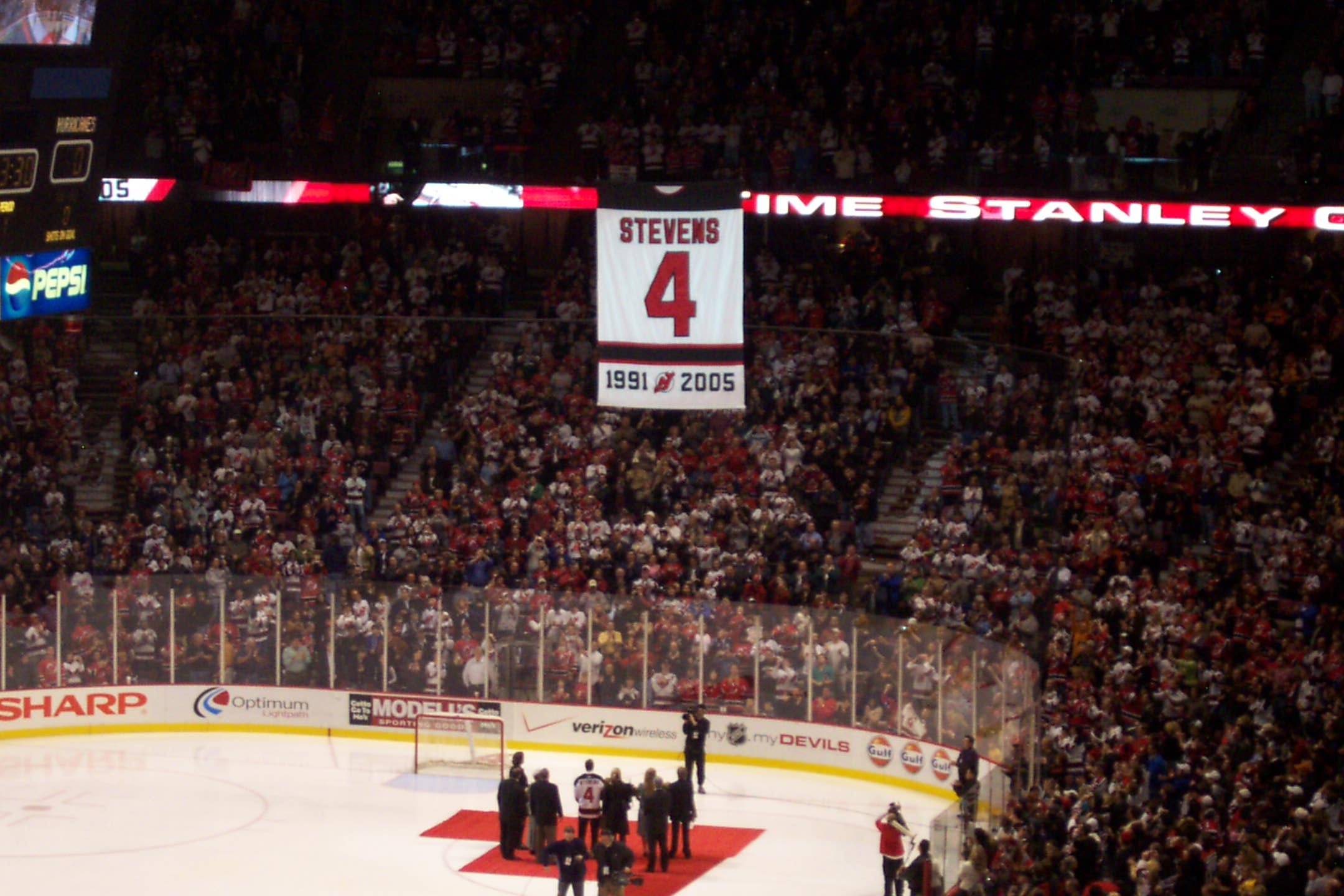
Il numero di Stevens è sollevato all'altezza dell'arena.

I Devils hanno ritirato i numeri di due giocatori, entrambi nel 2006. Il 3 febbraio hanno ritirato il numero 4 del capitano e difensore da molto tempo, Scott Stevens, che aveva passato 13 stagioni con i Devils. Il numero 3 di Ken Daneyko è stato ritirato il 24 marzo. Daneyko, un difensore, era stato ingaggiato nel 1982 e aveva passato 22 stagioni con l'uniforme dei Devils.
Tre giocatori dei Devils sono poi entrati nella Hockey Hall of Fame. Il difensore Vjačeslav Fetisov, uno dei primi due giocatori sovietici nell'NHL, che aveva giocato per i Devils dal 1989 al 1995 ed è stato l'assistente dell'allenatore dal 1999 al 2002; è stato inserito nel 2001. Peter Stastny, un ex centro ed uno dei migliori bomber negli anni '80, ha giocato per i Devils dal 1990 al 1993 ed è stato inserito nel 1998. Nel 2007 Scott Stevens sarà inserito nell'Hall of Fame nel suo primo anno di eleggibilità. Gli ex allenatori dei Devils Jacques Lemaire (1993–1998) e Larry Robinson (2000–2002, 2005) erano stati inseriti come giocatori prima di allenare i Devils. Herb Brooks (1992–1993), che ha guidato la nazionale di hockey su ghiaccio statunitense del 1980 alla vittoria nel miracolo sul ghiaccio, è stato inserito nel 2006.

## I leader

### Capitani
- Don Lever, 1982–1984
- Mel Bridgman, 1984–1987
- Kirk Muller, 1987–1991
- Bruce Driver, 1991–1992

- Scott Stevens, 1992–2005
- Scott Niedermayer, 2004 (ad interim)
- Nessun capitano, 2005–2006
- Patrik Eliáš, 2006–2007
- Jamie Langenbrunner, 2007-2011
- Zach Parise, 2011-2012
- Bryce Salvador, 2012-attuale

Questa lista non include gli ex capitani dei Kansas City Scouts e dei Colorado Rockies.

### Allenatori
- Bill MacMillan, 1982–1983
- Tom McVie, 1983–1984
- Doug Carpenter, 1984–1988
- Jim Schoenfeld, 1988–1989
- John Cunniff, 1989–1991
- Tom McVie, 1991–1992
- Herb Brooks, 1992–1993
- Jacques Lemaire, 1993–1998
- Robbie Ftorek, 1998–2000

- Larry Robinson, 2000–2002
- Kevin Constantine, 2002
- Pat Burns, 2002–2005
- Larry Robinson, 2005
- Lou Lamoriello, 2005–2006
- Claude Julien, 2006–2007
- Lou Lamoriello, 2007
- Brent Sutter, 2007-2010
- Jacques Lemaire, 2011
- Peter DeBoer, 2011-2014

Questa lista non include gli ex allenatori dei Kansas City Scouts e dei Colorado Rockies.